# Phytometra ernestinana
Phytometra ernestinana là một loài bướm đêm trong họ Erebidae.